# Александровское (Омская область)
Алекса́ндровское — село в Шербакульском районе Омской области России. Административный центр Александровского сельского поселения.

## История
В соответствие с Законом Омской области от 30 июля 2004 года № 548-ОЗ «О границах и статусе муниципальных образований Омской области» Александровское возглавило муниципальное образование «Александровское
сельское поселение».

## География
Расположено в юго-западной части региона.

## Население
| 2010 |
| ---- |
| 1299 |

Гендерный состав
По данным Всероссийской переписи населения 2010 года в гендерной структуре населения из 1299 человек мужчин — 597, женщин — 702 (46,0 и 54,0 % соответственно).
Национальный состав
Согласно результатам переписи 2002 года, в национальной структуре населения русские составляли 56 %, казахи 27 % от общей численности населения в 1500 чел..

## Инфраструктура
Администрация Александровского сельского поселения.

## Транспорт
Стоит на автодороге «Бакбасар — Азово — Шербакуль — Полтавка» (идентификационный номер 52 ОП РЗ К-27).